# Église patriarcale Sourp Asdvadzadzine
 (signalé en août 2025).
Si vous disposez d'ouvrages ou d'articles de référence ou si vous connaissez des sites web de qualité traitant du thème abordé ici, merci de compléter l'article en donnant les références utiles à sa vérifiabilité et en les liant à la section « Notes et références ».
- Archive Wikiwix
- Bing
- Cairn
- DuckDuckGo
- E. Universalis
- Gallica
- Google
- G. Books
- G. News
- G. Scholar
- Persée
- Qwant
- (zh) Baidu
- (ru) Yandex
- (wd) trouver des œuvres sur Wikidata

L'église patriarcale Sourp Asdvadzadzine (arménien : Սուրբ Աստուածածին Աթոռանիստ Մայր Տաճար, turc : Aziz Meryem Ana Patriklik Kilisesi), ou église patriarcale Sainte Mère de Dieu, est une église arménienne située dans le quartier de Kumkapı à Istanbul. Elle est le siège du Patriarcat arménien de Constantinople.